# اسماعیل دوستی
اسماعیل دوستی (زاده ۱۳۳۶ در کوهدشت) سیاست‌مدار و نماینده دوره پنجم مجلس شورای اسلامی از حوزه انتخابیه کوهدشت، مشاور وزیر کشور از ۱۳۸۲ تا ۱۳۸۵، استاندار کهگیلویه و بویراحمد از ۱۳۸۲ تا ۱۳۸۴، فرماندار سابق نورآباد(دلفان)، شهردار کوهدشت از ۱۳۶۲ تا ۱۳۶۴، شهردار الیگودرز از ۱۳۶۴ تا ۱۳۶۶، شهردار خرم‌آباد از ۱۳۶۶ تا ۱۳۷۰، شهردار سابق منطقه ۳ تهران، مشاور سابق شهردار تهران و همچنین عضو و سخنگوی چهارمین دوره شورای اسلامی شهر تهران، بوده‌است. وی اکنون عضو هیئت‌‌مدیره شرکت گسترش بازرگانی بین‌المللی گروه پاسارگاد، عضو هیئت‌عامل و معاون بانک پاسارگاد و عضو هیئت‌مدیره شرکت ساختمانی بانک پارسیان است.
وی در رشته مدیریت دولتی و فوق‌لیسانس برنامه‌ریزی شهری تحصیل کرده و همچنین سوابقی در سپاه پاسداران و جهاد سازندگی دارد.

## سوابق مدیریتی و سیاسی
وی از سال ۶۲ تا ۶۴ بخشدار بخش طرهان و شهردار کوهدشت، از سال ۶۴ تا ۶۶ شهردار الیگودرز و از سال ۶۶ تا ۷۰ شهردار خرم‌آباد بوده‌است. از سوابق دیگر اسماعیل دوستی می‌توان به فرمانداری نورآباد دلفان، مدیر کل برنامه‌ریزی و مالی اداری در استانداری لرستان، نماینده کوهدشت در دوره پنجم مجلس شورای اسلامی، شهردار منطقه ۳ تهران، مشاور شهردار تهران، مشاور وزیر کشور از سال ۸۲ تا ۸۵  و استانداری کهگیلویه و بویراحمد از سال ۸۲ تا ۸۴ اشاره کرد.
وی هم‌اکنون بازنشسته وزارت کشور و عضو هیئت مدیره شرکت ساختمانی بانک پاسارگاد می‌باشد. اسماعیل دوستی از زمانی که شهردار خرم‌آباد بود به‌طور جدی به فکر نمایندگی کوهدشت افتاد و با کنار رفتن کاندیدای سنتی جریان چپ کوهدشت یعنی علی‌اصغر اسفندیارپور از عرصه رقابت‌ها، در رقابت انتخاباتی با علی امامی‌راد به مجلس راه یافت.
وی عضو چهارمین دوره شورای شهر تهران بوده‌است. وی در این انتخابات در فهرست قرار داشت که با کسب رای از مردم تهران بعنوان نفر دوازدهم به ساختمان بهشت راه یافت.
در سال ۹۶ وی در لیست شهر سبز قرار داشت که بر خلاف نظر شورای عالی سیاست گذاری اصلاح طلبان فهرست مستقلی منتشر کرد و موجب بدبینی کارشناسان نسبت به انسجام جبهه اصلاح طلبان شد، اما با اعلام نتایج، این فهرست شکست بزرگی خورد و حتی بعد از لیست اصولگرایان قرار گرفت.
اسماعیل دوستی در این انتخابات با کسب نود و دو هزار و هفتصد رای، نفر چهل و هفتم انتخابات شورای شهر تهران شد. لازم است ذکر شود که محسن هاشمی سر لیست اصلاح طلبان یک میلیون و هفتصد هزار رای کسب کرد و نفر اول شد. همچنین قابل ذکر می‌باشد که آقای اسماعیل دوستی از حمایت قاطع جمعیت اتحاد زاگرسیان ایران اسلامی برخوردار شد.